# بوبری

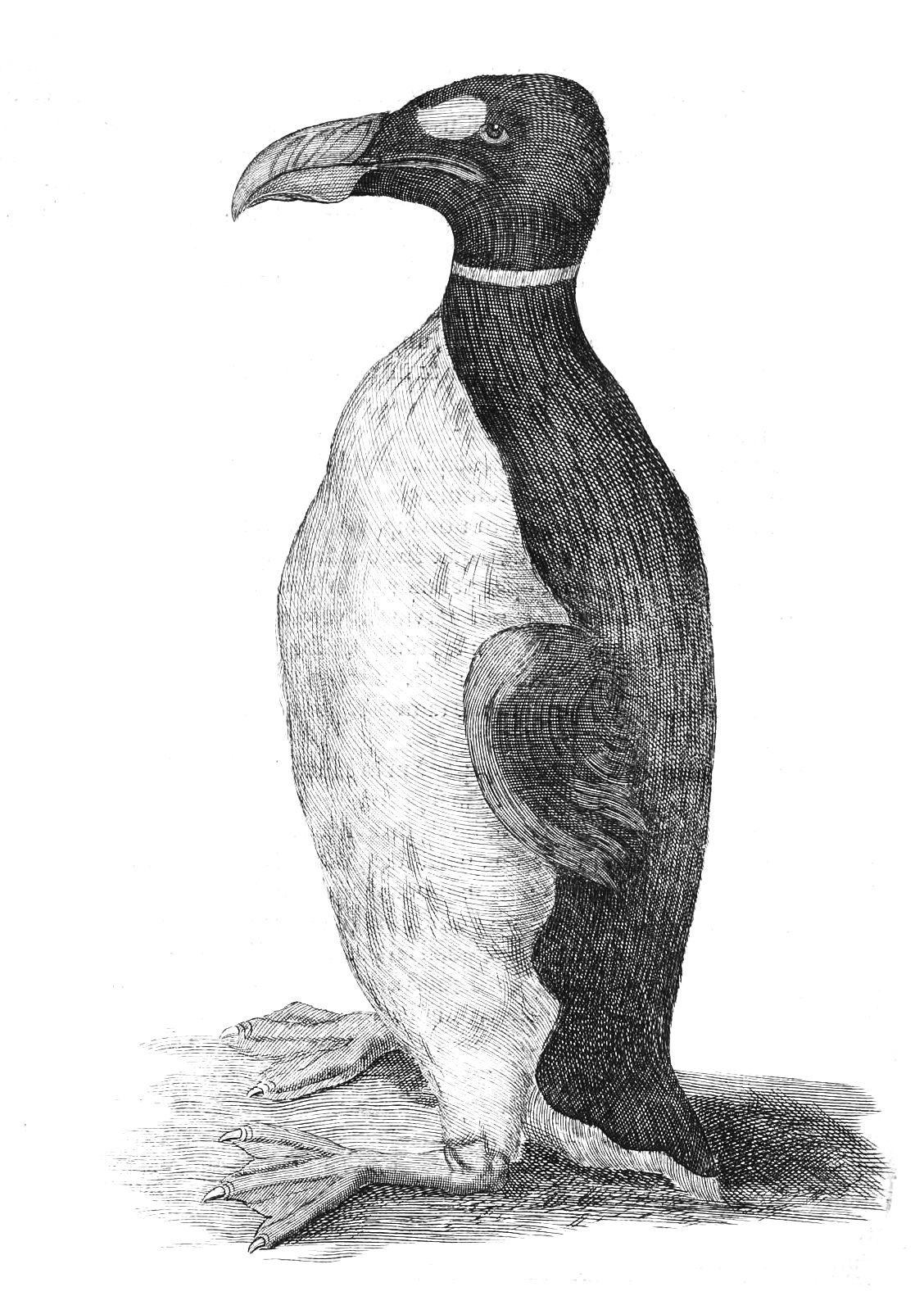
A great auk, which may be the source for descriptions of the boobrie

بوبری (به انگلیسی: boobrie) نام موجودی تخیلی در افسانه‌های اسکاتلندی است که می‌تواند به شکل‌های مختلف دربیاید. در این افسانه‌ها، بوبری در دریاچه‌های کرانه‌های غربی اسکاتلند سکونت دارد و به طور معمول ظاهر یک پرنده آبزی بسیار بزرگ، شبیه به باکلان یا غواص بزرگ شمالی، را به خود می‌گیرد اما می‌تواند به شکل دیگر موجودات اسطوره‌ای نظیر گاو آبی هم دربیاید.
بوبری عموماً موجودی بدنیّت است و دام‌ها را از کشتی‌ها می‌دزدد. بوبری هم‌چنین علاقه زیادی به شکار سگ آبی و تعداد زیادی از آن‌ها را می‌خورد. بوبری گاه به شکل اسب درآمده و بر روی دریاچه‌ها می‌تازد بدون این‌که در آب فرو رود. در تابستان‌ها گاه به شکل حشره‌ای بزرگ دیده می‌شود که خون اسب‌ها را می‌مکد.